# Рутковский, Олег Всеволодович
Олег Всеволодович Рутковский (13 июня 1947, Пушкино, Московская область, РСФСР, СССР — 10 марта 2008, Москва, Россия) — российский организатор здравоохранения и государственный деятель, Министр здравоохранения Российской Федерации (1998).

## Биография
Родился в семье ученых. Отец — доктор наук, профессор в области гидрологии, последняя должность — ученый секретарь Президиума Академии наук СССР. Мать — океанолог, работала в институте океанологии им. П. Ширшова.
В 1972 г. окончил Первый Московский медицинский институт им. Сеченова по специальности «Хирургия».
После окончания ординатуры с 1974 года работал в НИИ кардиологии им. Мясникова.
В 1982—1985 гг. — в НИИ профилактической кардиологии АМН СССР. До прихода в Московское городское здравоохранение более 10 лет работал на кафедре терапии и профболезней 1-го ММИ им. И. М. Сеченова. В 1978 году защитил кандидатскую диссертацию по теме: «Состояние печеночного кровотока при хронических заболеваниях печени».
С 1985 г. — заместитель главного врача, затем — главный врач городской клинической больницы N 64 города Москвы, в должности которого проработал до 1991 г.
В 1991—1993 гг. — начальник Главного управления лечебно-профилактической помощи Министерства здравоохранения Российской Федерации.
В 1993—1997 гг. — главный врач городской клинической больницы N 81 города Москвы. Под его руководством здесь была организована и работает школа диабета, завод по производству внутривенных растворов.
В 1997—1998 гг. и с октября 1998 г. — главный врач московской городской клинической больницы № 1 им. Н. И. Пирогова. В больнице организована и работает школа диабета и кабинет диабетической стопы; родильный дом специализирован на приеме рожениц, страдающих диабетом. В результате реконструкции двух старых корпусов открыто современное отделение переливания крови и консультативно-диагностический центр. В 2006 году введен в эксплуатацию новый хирургический корпус на 290 коек, оснащенный современным медицинским оборудованием.
В мае-сентябре 1998 г. — Министр здравоохранения Российской Федерации.
Являлся заведующим кафедрой медико-технического менеджмента МГТУ им. Н. Э. Баумана.
В 2002 г. защитил докторскую диссертацию по теме: «Научные основы стратегического планирования ресурсного обеспечения учреждений здравоохранения».
Являлся членом Ученого совета НИИ социальной гигиены, экономики и управления здравоохранением им. Н. А. Семашко РАМН. Действительный член Академии медико-технических наук Российский Федерации.
В марте 2007 г. Рутковский О. В. открыл Учебно-научный медико-технический центр на базе кафедры Биомедицинского менеджмента — БМТ4 МГТУ им. Н. Э. Баумана и ГКБ № 1 им. Н. И. Пирогова.
Олег Рутковский скоропостижно скончался 11 марта 2008 года в Первой Градской больнице. Похоронен на Востряковском кладбище.

## Научные публикации
1. Рутковский О. В. «Ресурсы учреждений здравоохранения: проблемы и решения». — М: ФОЛИУМ, 2001.-180с.
2. Рутковский О. В., Щукин С.И, Спиридонов И. Н. «Особенности организации работ по созданию медицинской техники в России на современном этапе», Сборник трудов 6-й научно-технической конференции «Медико-технические технологии на страже здоровья», М, 2004 г., с-3.;
3. Рутковский О. В., Стрелков В. Б. «Построение систем электроснабжения медицинских учреждений», Журнал «Биомедицинская радиоэлектроника», 2007 г., № 10, с-10.

## Награды и звания
Заслуженный врач РФ, лауреат премии Правительства РФ в области науки и техники за 2003 год, академик Академии медико-технических наук, академик Академии проблем безопасности, обороны и правопорядка, советник Контрольно-счетной палаты города Москвы.
Награждён медалями «Защитнику свободной России», «За заслуги перед отечественным здравоохранением» и «В память 850-летия Москвы», лауреат премии Правительства РФ, ветеран труда.
Награждён Орденами Преподобного Серафима Саровского (III степени) и Преподобного Сергия Радонежского, Орденом святого благоверного князя Даниила Московского (III степени) Русской православной церкви.